# Дейвид Йейтс
Дейвид Йейтс (на английски: David Yates) е английски филмов и телевизионен режисьор, продуцент и сценарист. Известен е с режисурата си на последните четири филма от филмовата поредица Хари Потър и трите филма от поредицата, явяващи ѝ се предистория, Фантастични животни, част от франчайза Магьоснически свят. Работата му по поредицата Хари Потър му носи критичен и комерсиален успех заедно с отличия, като наградата на Британската академия за отлични постижения в режисурата.
Йейтс режисира различни късометражни филми и е телевизионен режисьор в началото на кариерата си. Неговите заслуги включват шестсерийния политически трилър State of Play (2003), за който печели наградата на Гилдията на режисьорите на Великобритания за изключителни режисьорски постижения, двусерийната документална драма за възрастни Sex Traffic (2004) и носителя на Еми телевизионен филм The Girl in the Café (2005).
Йейтс е един от основателите на професионалната асоциация на режисьорите във Великобритания. През годините има тясно партньорство с Уорнър Брос като режисьор и продуцент.

## Филмография

### Късометражни филми
- When I Was a Girl (1988), също е сценарист и продуцент
- The Weaver's Wife (1991), също и сценарист
- Oranges and Lemons (1991)
- Good Looks (1992)
- Punch (1996)
- Rank (2002)

### Пълнометражни филми
- The Tichborne Claimant (1998)
- Хари Потър и Орденът на феникса (2007)
- Хари Потър и Нечистокръвния принц (2009)
- Хари Потър и Даровете на Смъртта: част 1 (2010)
- Хари Потър и Даровете на Смъртта: част 2 (2011)
- Легендата за Тарзан (2016), също и изпълнителен продуцент
- Фантастични животни и къде да ги намерим (2016)
- Фантастични животни: Престъпленията на Гринделвалд (2018)
- Фантастични животни: Тайните на Дъмбълдор (2022)
- Pain Hustlers (2023), също и продуцент

### Сериали
- Moving Pictures (1994), 1 епизод
- The Bill (1994-1995), 5 епизода
- Tale of Three Seaside Towns (1995)
- The Sins (2000), 3 епизода
- The Way We Live Now (2001)
- State of Play (2003)
- Sex Traffic (2004)
- Тиранин (2014), пилотен епизод

### Телевизионни филми
- The Young Visiters (2003)
- The Girl in the Café (2005)